# Madcon
Madcon (abbreviazione per Mad Conspiracy) è un duo musicale hip hop norvegese composto da Tshawe Baqwa (Kapricon) e Yosef Wolde-Mariam (Critical). Kapricon è nato in Germania da genitori sudafricani, ma è cresciuto a Tveita, vicino ad Oslo. Critical invece è norvegese di nascita ma di origine etiope e eritrea.

## Storia

### Il primo album:It's All a Madcon (2004-2007)
Nel 2004 esce il primo album del gruppo It's All a Madcon dalle etichette AA-Recordings e Bonnier Amigo, per il quale hanno vinto un Grammy norvegese e molti altri premi. Nel 2005, i Madcon sono stati personaggi televisivi sul canale di musica norvegese ''The Voice'', mentre il gruppo lavorava alla propria musica in studio. Il programma ''The Voice of Madcon'' ovvero un dietro alle quinte del duo è stato un grande successo sia per il gruppo sia per la rete.

### Il secondo album:So Dark the Con of Man (2007-2008)
Dopo aver collaborato con numerosi artisti locali, i Madcon hanno ottenuto una grande popolarità grazie al brano Barcelona dei Paperboys, e vinto lo Spellemannprisen, equivalente norvegese del Grammy Award. Grazie al successo di Barcelona, i Madcon il 3 dicembre 2007 hanno pubblicato il loro secondo album So Dark the Con of Man, il cui primo singolo Beggin, cover in chiave hip hop di un brano del 1967 è in breve tempo arrivato al primo posto dei singoli più venduti e ha ottenuto il disco di platino. Il video del brano contiene inoltre diverse immagini prese dalla campagna e dal multiplayer di Halo 3.

### Il terzo album:An InCONvenient Truth e la raccolta CONquest (2008-2009)
Dopo diverse trattative l'etichetta del gruppo Madcon ovvero Bonnier Amigo ha firmato un accordo di licenza con l'etichetta Sony BMG per l'Europa centrale, Gran Bretagna, Australia e la Nuova Zelanda, Universal Republic per i Stati Uniti, Warner Music in Spagna e la Just Music per il Sud Africa. Il gruppo ha anche ospitato la versione norvegese del programma Don't Forget the Lyrics!, di cui il nome è Kan du Teksten? su TV2. Il loro terzo album, Inconvenient Truth è stato pubblicato in tutta Europa all'inizio della metà del 2009, e il gruppo ha visto altre pubblicazioni importanti, inclusi negli Stati Uniti, in Giappone e in Australia. Nel 2009 uscì la prima raccolta del gruppo intitolata CONquest con tutti I brani dell'gruppo incluso Beggin'. 

### Il quarto album:Contraband (2010-2012)
I Madcon sono stati protagonisti, durante la serata finale dell'edizione 2010 dell'Eurovision Song Contest, del più grande Flash-Mob mai organizzato al mondo, che ha coinvolto tutte le principali piazze d'Europa e l'arena che ospitava la competizione canora sulle note di Glow. Grazie all'enorme visibilità mediatica, hanno conquistato diversi mercati europei, attestandosi in prima posizione nelle classifiche dei download e dei singoli. In Norvegia erano ancora in testa alla classifica a due mesi dalla manifestazione. Il 3 dicembre 2010 hanno pubblicato il loro quarto album Contraband.

### Il quinto album:Contakt (2012-2013)
Nel 2011 registrano il quinto album di inediti, Contakt che esce il 21 giugno 2012 dall'etichetta Cosmos con la collaborazione dei artisti reggae come Timbuktu, Admiral P e il rapper Vinni. Nonché anche il primo album del gruppo nella lingua norvegese ovvero quella del paese d'origine del gruppo.

### Il sesto album:Icon (2013-2018)
Nel 2013 esce il sesto album del gruppo, Icon uscito anche questo dall'etichetta Cosmos e cantato in lingua inglese. Contenente 12 brani tra cui un remix ovvero quello di ''In My Head'' remixato da Paul Oakenfold, L'album debutta al primo posto della Norwegian Music Chart 2013, l'album vanta una collaborazione con la cantautrice e rapper Estelle.

### Il settimo album: Contakt Vol.2 (2018-presente)
Nel 2018, a distanza di 5 anni dall'ultima pubblicazione il gruppo ritorna nelle scene musicali con il settimo album Contakt Vol.2 dall'etichetta Icon Recordings e anche questo cantato in lingua norvegese, contenente 19 brani. Contakt Vol.2 è il seguito dell'album Contakt uscito nel 2012.

## Televisione
Nella seconda metà del 2008, i Madcon hanno condotto il quiz televisivo Kan du teksten? (Conosci le parole? in italiano) in onda su TV2. Tshawe nel 2007 ha partecipato, al reality show Skal Vi Danse?, l'equivalente norvegese di Ballando con le stelle, e l'ha anche vinto.
Nel giugno 2015 il duo ha partecipato alla terza edizione del Coca-Cola Summer Festival con il brano Don't Worry in duetto con Ray Dalton, ottenendo una nomination per il Premio RTL 102.5 - Canzone dell'estate.
Dal 2012 Yosef fa parte della giuria nel programma televisivo musicale The Voice , in onda sul canale musicale norvegese TV2.

## Formazione
- Kapricon (Tshawe Baqwa) – voce
- Critical (Yosef Wolde-Mariam) – voce

## Discografia

### Album in studio
- 2004 – It's All a Madcon
- 2007 – So Dark the Con of Man
- 2008 – An InCONvenient Truth
- 2010 – Contraband
- 2012 – Contakt
- 2013 – Icon
- 2018 – Contakt Vol.2

### Raccolta
- 2009 – Conquest